# Raphaela Lukudo
Raphaela Boaheng Lukudo (* 29. Juli 1994 in Aversa) ist eine italienische Sprinterin, die sich auf den 400-Meter-Lauf spezialisiert hat.

## Sportliche Laufbahn
Erste internationale Erfahrungen sammelte Raphaela Lukudo im Jahr 2011, als sie bei den Jugendweltmeisterschaften in Villeneuve-d’Ascq nahe Lille im 400-Meter-Lauf bis in das Halbfinale gelangte und dort mit 56,46 s ausschied. Zudem verpasste sie mit der italienischen Sprintstaffel (1000 Meter) mit 2:10,83 min den Finaleinzug. Anschließend belegte sie beim Europäischen Olympischen Jugendfestival (EYOF) in Trabzon in 61,56 s den sechsten Platz über 400 m Hürden und wurde mit der 4-mal-100-Meter-Staffel in 47,73 s Sechste. 2013 klassierte sie sich dann bei den Junioreneuropameisterschaften in Rieti mit der 4-mal-400-Meter-Staffel in 3:37,61 min auf dem fünften Platz. 2014 wurde sie bei den erstmals ausgetragenen U23-Mittelmeermeisterschaften in Aubagne in 59,52 s Fünfte im 400-Meter-Hürdenlauf und zwei Jahre später gewann sie bei den U23-Mittelmeermeisterschaften in Tunis in 53,47 s die Silbermedaille über 400 Meter hinter der Französin Déborah Sananes und siegte mit der italienischen 4-mal-400-Meter-Staffel in 3:38,62 min. 2018 schied sie bei den Hallenweltmeisterschaften in Birmingham mit 53,18 s im Halbfinale über 400 Meter aus und erreichte mit der Staffel nach 3:31,55 min Rang fünf. Anschließend siegte sie mit der Staffel in 3:28,08 min bei den Mittelmeerspielen in Tarragona und stellte damit einen neuen Spielerekord auf. Daraufhin erreichte sie bei den Europameisterschaften in Berlin in 3:28,62 min Rang fünf im Staffelbewerb.
2019 belegte sie bei den Halleneuropameisterschaften in Glasgow in 52,48 s den fünften Platz über 400 Meter und gewann mit der Staffel in 3:16,12 min die Bronzemedaille hinter den Teams aus Polen und dem Vereinigten Königreich. Anschließend wurde sie bei den World Relays in Yokohama in 3:27,74 min Dritte mit der 4-mal-400-Meter-Staffel hinter Polen und den Vereinigten Staaten und der Mixed-Staffel verhalf sie zum Finaleinzug. Im Herbst verfehlte sie dann bei den Weltmeisterschaften in Doha in beiden Staffelbewerben mit 3:27,57 min und 3:16,52 min den Einzug ins Finale. Bei den World Athletics Relays im polnischen Chorzów wurde sie in 3:32,69 min Fünfte mit der 4-mal-400-Meter-Staffel. 2022 belegte sie bei den Mittelmeerspielen in Oran in 53,37 s den vierten Platz im Einzelbewerb und verteidigte mit der Staffel in 3:29,93 min ihren Titel. Anschließend verpasste sie bei den Europameisterschaften in München mit 3:28,14 min den Finaleinzug. Im Jahr darauf schied sie dann bei den Halleneuropameisterschaften in Istanbul mit 53,30 s in der ersten Runde über 400 Meter aus.
2018 wurde Lukudo italienische Meisterin im 400-Meter-Lauf sowie in den Jahren von 2016 bis 2018 sowie 2020 in der 4-mal-400-Meter-Staffel. Zudem wurde sie 2018 und 2019 Hallenmeisterin über 400 Meter und 2020 und 2021 siegte sie in der Halle in der 4-mal-400-Meter-Staffel sowie 2015 in der 4-mal-200-Meter-Staffel.

## Persönliche Bestleistungen
- 400 Meter: 52,38 s, 8. September 2018 in Pescara
  - 400 Meter (Halle): 52,48 s, 2. März 2019 in Glasgow
- 400 m Hürden: 58,10 s, 28. Juni 2015 in Rieti